# شون ميلر
شون ميلر (بالإنجليزية: Sean Miller)‏ (و. 1968  م) هو لاعب كرة السلة، ومدرب كرة سلة، من الولايات المتحدة، يلعب كلاعب هجوم خلفي.

## روابط خارجية
- شون ميلر على موقع كلية كرة السلة في سبورتس رفرنس.كوم (الإنجليزية)
- شون ميلر على موقع ريلجم (الإنجليزية)
- شون ميلر على موقع كلية كرة السلة في سبورتس رفرنس.كوم (الإنجليزية)